# دار الطباعة الأوكراني
دار الطباعة الأوكراني هو مؤسسة مملوكة للدولة في أوكرانيا، والمؤسسة رائدة في إنتاج الأوراق المالية والوثائق المهمة في أوكرانيا.
وفقًا لقانون أوكرانيا "بشأن التعديلات على بعض القوانين التشريعية لأوكرانيا فيما يتعلق بعودة سيطرة الدولة وإنتاج المؤسسات الحكومية للوثائق والنماذج التي تتطلب استخدام عناصر أمنية خاصة"، بموجب مرسوم صادر عن مجلس وزراء أوكرانيا بتاريخ 16 يناير 2017 رقم 12-ر، تم نقل مصنع كشف الكذب "أوكرانيا" من نطاق إدارة البنك الوطني إلى نطاق إدارة وزارة التنمية الاقتصادية والتجارة.
العملاء الرئيسيون لمنتجات دار الطباعة الأوكراني هم الوزارات والمؤسسات الحكومية والمنظمات والإدارات.
أسست الدار أثناء فترة الاتحاد السوفيتي في 29 أكتوبر 1979 وكان في حينها مصنع بوليغراف. ووبعد استقلال أوكرانيا وفي 20 مايو 1992، أصدرت حكومة أوكرانيا أمراً بشأن إعادة هيكلة مصنع الطباعة وتحويله إلى مؤسسة حكومية هي "دار الطباعة الأوكراني" لإنتاج الأوراق المالية.
المدير الحالي هو يوري بتروفيتش أونيشينكو.
العنوان: شارع ديجتياريفسكا 38-44، م. كييف، أوكرانيا، 04119.